# Papilio elephenor
Espèce
Papilio elephenor ou Paon à crête jaune est une espèce de lépidoptères (papillons) de la famille des Papilionidae. Cette espèce n'avait plus été observée depuis plusieurs décennies quand elle a été redécouverte en 2009 dans les montagnes de l'Assam. Elle a la particularité d'avoir une tête jaune.

## Description
L'espèce mesure entre 10 et 13 cm d'envergure. À l'avers les ailes sont noires, saupoudrées d'écailles bleues, avec une ocelle rouge dans l'angle tornal de l'aile postérieure. Au revers les ailes antérieures sont marron foncé avec des nervures noires, les ailes postérieures sont noires avec des macules rose ou rouges dans la partie marginale. Il existe peu de différences entre le mâle et la femelle. L'espèce ressemble beaucoup à Papilio protenor mais s'en distingue par une tête jaune et des marques crème de chaque côté de l'abdomen.

## Écologie
La femelle pond ses œufs sur des plantes de la famille des Rutacées, mais l'espèce exacte de la plante-hôte ne semble pas connue. Les chenilles passent par cinq stades. Comme tous les Papilionides elles portent derrière la tête un osmeterium, organe fourchu qui émet une substance malodorante. Arrivée à maturité la chenille se change en chrysalide sur une branche. La chrysalide est maintenue à la verticale par une ceinture de soie.

## Habitat et répartition
L'espèce vit dans les forêts tropicales humides de l'est de l'Himalaya. Des spécimens ont été collectés au Bangladesh (à proximité de Sylhet) et dans les états du nord-est de l'Inde (Meghalaya, Nagaland, Assam et Manipur). La sous-espèce de Papilio elephenor présente en Birmanie et en Thaïlande est aujourd'hui considérée comme une sous-espèce de Papilio dialis.

## Systématique
Cette espèce a été décrite pour la première fois par Edward Doubleday en 1845 dans le périodique Annals and magazine of natural history, à partir d'un spécimen mâle provenant de la ville de Sylhet au Bangladesh et envoyé au British museum.

## Papilio elephenoret l'Homme

### Nom vernaculaire
L'espèce est appelée "Yellow-crested Spangle" en anglais, en raison de sa ressemblance avec Papilio protenor (appelé "Spangle" en anglais).

### Redécouverte
L'espèce avait été observée en Inde et au Bangladesh à la fin du XIXe et au début du XXe siècle, mais n'avait plus été observée depuis presque 60 ans quand un spécimen mâle a été découvert en 2009 dans le sanctuaire animalier de Ripu-Chirang en Assam. Néanmoins le manque d'observation de cette espèce pourrait s'expliquer par le manque d'études et d'explorations sur son aire de répartition .

### Menaces et conservation
Cette espèce n'est pas évaluée par l'UICN mais est considérée comme extrêmement rare et difficile à observer. L'espèce se vend extrêmement chère sur le marché (spécimen en vente pour 99 999 euros) mais est protégée par la loi en Inde.